# خانه‌داری (رمان)
خانه‌داری (انگلیسی: Housekeeping) یک کتاب از مریلین رابینسون است که توسط فرار، اشتراوس و ژیرو منتشر شد.

## ترجمه فارسی
این کتاب توسط مرجان محمدی ترجمه و توسط نشر 
آموت چاپ شده‌است.